# Yonabaru
Yonabaru (与那原町?, Yonabaru-chō) è una cittadina giapponese della prefettura di Okinawa.